# Согорів Долішній
Согорів Долішний (пол. Srogów Dolny) — лемківське село в Польщі, у гміні Сянік Сяноцького повіту Підкарпатського воєводства.
Населення — 333 особи (2011).

## Історія
Село знаходилось у воєводствах Руському (з 1336 до 1772), Львівському (1920-1939). Розташоване на українській етнічній території Лемківщини.
Територія, де зараз знаходиться село, належала до Київської Русі, Галицько-Волинського князівства, Руського королівства та Руського воєводства в період з 907 по 1772 роки.
З 1772 до 1918 село належало до Королівства Галичини та Володимирії.
У 1890 році село нараховувало 51 будинок і 264 мешканці (239 греко-католики, 16 римокатоликів і 6 юдеїв), греко-католики належали до парафії Юрівці Сяніцького деканату Перемишльської єпархії УГКЦ.
Після розпаду Австро-Угорщини, у 1918 році село, ймовірно, приєдналося до Лемко-Русинської Республіки.
Після Польсько-Української та Польсько-Радянської війн у 1918-1920 роках, з 1920 село відійшло до Польської Республіки. І перебувало під владою Другої Речі Посполитої до 1939 року.
В 1936 р. в селі було 468 греко-католиків. До 1945 року українці села належали до парафії Юрівці Сяніцького деканату УГКЦ.
На 1 січня 1939-го в селі з 500 жителів мешкало 450 українців (90%) та 50 поляків (10%).
1939 - 1944 - німецька окупація (друга світова війна).
1944 - 1989 - Польська Народна Республіка.
У 1945 році з села були примусово переселені етнічні українці за Люблінською угодою.
У 1975-1998 роках село належало до Кросненського воєводства.

## Демографія
Демографічна структура станом на 31 березня 2011 року:
|          | Загалом | Допрацездатний вік | Працездатний вік | Постпрацездатний вік |
| -------- | ------- | ------------------ | ---------------- | -------------------- |
| Чоловіки | 175     | 44                 | 116              | 15                   |
| Жінки    | 158     | 30                 | 98               | 30                   |
| Разом    | 333     | 74                 | 214              | 45                   |